# (2335) Джеймс
(2335) Джеймс (англ. James) — астероид, относящийся к группе астероидов пересекающих орбиту Марса , который был открыт 17 октября 1974 года американским астрономом Элеанорой Хелин в Паломарской обсерватории и назван в честь американского математика Джеймса Уильямса. 

Орбита астероида Джеймс и его положение в Солнечной системе
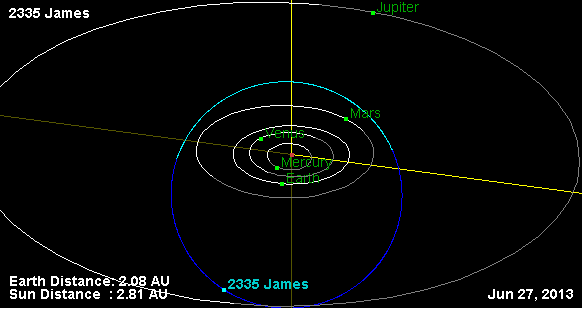
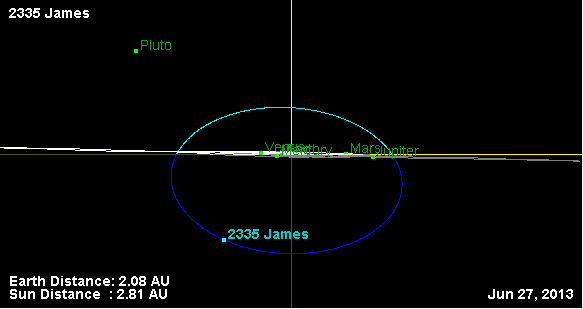